# Vilobí del Penedès
Vilobí del Penedès är en kommun i Spanien. Den ligger i provinsen Província de Barcelona och regionen Katalonien, i den östra delen av landet, 500 km öster om huvudstaden Madrid. Antalet invånare är 1 106. Arean är 9,3 kvadratkilometer. Vilobí del Penedès gränsar till Font-rubí, La Granada, Les Cabanyes, Pacs del Penedès och Sant Martí Sarroca.
Terrängen i Vilobí del Penedès är platt.